# Stazione di Donabate
La Donabate Railway station (in irlandese Domhnach Bat), è una stazione ferroviaria che fornisce servizio a Donabate, nei pressi di Dublino, capitale dell'Irlanda.
La stazione ha due binari accessibili da due distinte banchine. La struttura, costruita verso la metà del XIX secolo  ha una piccola area d'attesa e servizi igienici ed è dotata di una biglietteria part-time, sostituita negli altri momenti da due biglietterie automatiche. La stazione è collocata nel centro della cittadina ed è al centro dei progetti riguardo al piano Transport 21, che vorrebbero creare un'ulteriore linea (da Balbriggan a Malahide) della DART passante per Donabate, nel 2015. Attualmente si trova lungo le linee del commuter e della Line2 della Dublin Area Rapid Transit.

## Servizi
- Servizi igienici
- Biglietteria a sportello
- Biglietteria self-service
- Distribuzione automatica cibi e bevande